# 德胡普自然保护区
德胡普自然保护区（De Hoop Nature Reserve）是南非西开普省布雷达斯多普附近的一个自然保护区，位于非洲大陆的最南端。面积约340平方千米，是西开普省自然保护局管理的最大的一个自然保护区 。